# Bocana marginata
Bocana marginata är en fjärilsart som beskrevs av John Henry Leech 1900. Bocana marginata ingår i släktet Bocana och familjen nattflyn. Inga underarter finns listade i Catalogue of Life.